# Hornia gigantea
Hornia gigantea es una especie de coleóptero de la familia Meloidae.

## Distribución geográfica
Habita en Kansas (Estados Unidos).